# Мала Добронь
Мала́ До́бронь — село Великодобронської сільської громади , в Ужгородському районі Закарпатської області в Україні. Населення становить 1872 особи (станом на 2001 рік). Село розташоване на півдні Ужгородського району, за 14,2 кілометра від районного центру.
Мала Добронь є столицею паприки України. Перець, тут став брендом села. Червону паприку у селі сіють гектарами, потім переробляють, мелють, і виготовляють популярну у кулінарії спецію. В селі є пам'ятник паприці(червоному перцю).

## Географія
Село Мала Добронь лежить за 14,2 км на південь від районного центру, фізична відстань до Києва — 614,1 км.

### Присілки
Чепан-фелд
Чепан-фелд — колишнє село в Україні, в Закарпатській області.
Об'єднане з селом Мала Добронь
Згадки:  1248/393: Chepanfelde, 1248/402: Chepanfulde, 1282/379: Chepanfelde, 1319: Chepanfelde, 1321/402: Chepanfuld, 1384: Kysdobron al. nom. Chepanfelde.
Ці землі лицарю Чепану подарував за військові подвиги угорський король Бейло IV.

## Історія
В урочищі Поті Домб, що за один кілометр на захід від Малої Доброні, на пагорбі, над мертвим руслом — поселення епохи неоліту і енеоліту. Тут же, ближче до дороги Чоп — Вузлове, ліворуч, поселення давньоруського часу.
В околицях Малої Доброні, у різних місцях і в різний час виявлено три бронзові скарби. Перший — в 1865 році, до складу якого входило 18 предметів, датується епохою пізньої бронзи. Другий скарб знайдено в 1908 році в урочищі Стартера. Збереглося 13 бронзових предметів. Датується епохою пізньої бронзи — раннього заліза. Третій скарб виявлено в 1900 році — чотири бронзові браслети.
До татарської навали воно було відоме як Csépánfölde, але це село було повністю зруйноване у 1241 році. Як Мала Добронь вперше згадується у 1321 році.
У 1321 році король Карл подарував його Паньокі Добо і описав його межі.
У 1324 році король Карл Роберт підтвердив володіння родини Dobrow.

## Політика

### Парламентські вибори, 2019
На позачергових парламентських виборах 2019 року у селі функціонувала окрема виборча дільниця № 210603, розташована у приміщенні сільської ради.
Результати
- зареєстрований 1401 виборець, явка 35,26%, найбільше голосів віддано за «Слугу народу» — 51,72%, за «Опозиційний блок» — 12,02%, за «Силу і честь» — 8,58%.[5] В одномандатному окрузі найбільше голосів отримав Йосип Борто (самовисування) — 81,11%, за Андрія Андріїва (самовисування) — 10,27%, за Михайла Ващинця (Всеукраїнське об'єднання «Батьківщина») — 4,52%[6].

## Населення
Станом на 1989 рік у селі проживало 1806 осіб, серед них — 867 чоловіків і 939 жінок.
За даними перепису населення 2001 року у селі проживало 1872 особи. Рідною мовою назвали:
| Мова       | Кількість осіб | Відсоток |
| ---------- | -------------- | -------- |
| угорська   | 1843           | 98,45 %  |
| українська | 23             | 1,23 %   |
| російська  | 1              | 0,05 %   |
| молдовська | 1              | 0,05 %   |
| інші       | 4              | 0,22 %   |

## Туристичні місця
- В урочищі Поті Домб, що за один кілометр на захід від Малої Доброні, на пагорбі, над мертвим руслом — поселення епохи неоліту і енеоліту.
- ближче до дороги Чоп — Вузлове, ліворуч, поселення давньоруського часу.
- В околицях Малої Доброні, у різних місцях і в різний час виявлено три бронзові скарби. Перший — в 1865 році, до складу якого входило 18 предметів, датується епохою пізньої бронзи. Другий скарб знайдено в 1908 році в урочищі Стартера. Збереглося 13 бронзових предметів. Датується епохою пізньої бронзи — раннього заліза. Третій скарб виявлено в 1900 році — чотири бронзові браслети.
- пам'ятник паприці.
- Гідрологічна пам'ятка природи місцевого значення «Джерело» (втрачена)

## Пам'ятки
- Поселення (III тис. до н. е.);
- Пам'ятник радянським воїнам-визволителям (1975);

## Відомі уродженці
- Герцег Еріка Миколаївна (1988) — українська співачка, модель, переможниця шоу «Хочу у ВІА Гру», колишня учасниця гурту ВІА Гра.